# Paige Turco
Pour les articles homonymes, voir Turco.
Paige Turco, est une actrice américaine née le 17 mai 1965 à Springfield, dans le Massachusetts.
Elle est connue pour son rôle du Dr Abigail « Abby » Griffin dans la série télévisée américaine Les 100.

## Biographie

### Jeunesse
Elle est née et a grandi à Springfield, dans le Massachusetts. Sa mère est Joyce Jean qui a des parents canadien-français (Jodoin) et son père, David Vincent Turco. Petite fille, elle prend des cours de ballet et souhaite devenir une ballerine classique. Elle joue notamment au conservatoire de danse de Nouvelle-Angleterre et dans la compagnie de théâtre et de danse d'Amherst mais à 14 ans, une blessure à la cheville met fin à ses rêves. Elle se tourne alors vers les comédies musicales et l'art dramatique dont elle obtient un diplôme à l'Université du Connecticut. Elle est catholique.

### Vie privée
Elle se marie à l'acteur irlandais Jason O'Mara en septembre 2003. Ils ont un fils, David (nommé en l'honneur de son père, décédé alors qu'elle avait moins d'un an), né début 2004. La famille vit entre Los Angeles, New York et leur maison dans le Connecticut et en Irlande.
En juin 2017, elle annonce son divorce avec Jason O'Mara à la suite de différences irréconciliables.

### Carrière
En 1987, elle fait ses débuts à la télévision dans le feuilleton Haine et Passion (rebaptisé Les Vertiges de la passion) où elle joue le rôle de Dinah Marler. Elle apparaît ensuite avec le rôle de Melanie Cortlandt, dans La Force du destin.
En 1991, elle remplace Judith Hoag dans le rôle d'April O'Neil dans Les Tortues Ninja 2 : Les héros sont de retour et sa suite, les Tortues Ninja 3.
Elle joue le rôle de la « gentille fille » dans de nombreux films et séries comme dans Winnetka Road, l'opposant à Catherine Hicks, mais n'arrive pas à se démarquer. Après son rôle de Gail Emory dans la série télévisée American Gothic (1995), il faut attendre 1998 pour qu'elle casse son image en interprétant une femme désabusée planifiant le meurtre de son mari dans Dark Tides.
Elle se fait ensuite remarquer dans la série La Vie à cinq où elle interprète une jeune mère bataillant avec l'alcool, Annie Mott. Elle a aussi un rôle récurrent dans la série New York Police Blues dans le rôle de l'agent Abby Sullivan.
De 2001 à 2003, Turco est à l'affiche de la série Espions d'État. Elle y interprète une artiste graphiste de la CIA, Terri Lowell en compagnie de Beau Bridge, Will Patton ou encore Jason O'Mara qui devient par la suite son mari.
Turco apparaît également dans le film Invincible, où elle joue Vermeil Carol, la femme de Dick Vermeil. Elle figure aussi en co-vedette d'une production de Walt Disney, Maxi papa.
En 2007, elle interprète le rôle de Lisbeth, l'ex-femme de Duncan Collinsworth (Dylan McDermott) dans la série Big Shots qui ne dure qu'une saison.
En 2009, Turco est invitée-vedette de la deuxième saison de Damages ainsi que d'un épisode de la première saison de The Good Wife l'année suivante.
Après un passage dans la série New York, unité spéciale en 2001 pour un épisode en tant qu'antagoniste, elle y fait une nouvelle apparition dans le rôle d'une riche mère de famille dont le fils semble être au cœur d'une affaire de l'unité spéciale.
Elle a ensuite un rôle récurrent dans la série Person of Interest (2011-2016) en tant que Zoe Morgan, une femme indépendante et pour qui les grands noms politiques de New York n'ont aucun secret.
En mars 2013, il est annoncé qu'elle rejoint le casting principal de la série télévisée à succès Les 100, dans le rôle du Dr Abigail « Abby » Griffin. La série est diffusée depuis le 19 mars 2014 sur le réseau The CW.

## Filmographie

### Cinéma
- 1991 : Les Tortues Ninja 2 : Les héros sont de retour de Michael Pressman : April O'Neil
- 1993 : Les Tortues Ninja 3 de Stuart Gillard : April O'Neil
- 1994 : Dead Funny de John Feldman : Louise
- 1995 : The Feminine Touch de Conrad Janis : Jennifer Barron
- 1996 : The Pompatus of Love de Richard Schenkman : Gina
- 1996 : Vibrations de Michael Paseornek : Lisa
- 1998 : Dark Tides de Bret Stern : Sara
- 1999 : Claire Makes It Big (court métrage) de Jeremy Workman (en) : Bronwyn
- 2000 : R2PC: Road to Park City : Paige Turco
- 2000 : Urbania de Jon Matthews: Cassandra
- 2000 : Astoria de Nick Efteriades : Elena
- 2001 : Dead Dog de Christopher Goode : Perri
- 2002 : The Empath de David Lowell Sonkin
- 2003 : Rhinoceros Eyes de Aaron Woodley : Fran
- 2006 : Waltzing Anna de Bx Giongrete : Barbara Rhoades
- 2006 : Invincible de Ericson Core : Carol Vermeil
- 2007 : Maxi papa de Andy Fickman : Karen Kelly
- 2007 : The Favor de Eva Aridjis : Caroline
- 2009 : Le Beau-père de Nelson McCormick : Jackie Kerns

### Télévision
- 1988 : Haine et Passion (Les Vertiges de la passion) (série télévisée) : Dinah Chamberlain (1 épisode)
- 1989 – 1991 : La Force du destin (série télévisée) : Mélanie "Lanie" Cortlandt Rampal (16 épisodes)
- 1994 : Winnetka Road (série télévisée) : Terry Mears (6 épisodes)
- 1995 – 1996 : American gothic (série télévisée) : Gail Emory (19 épisodes)
- 1996 – 1997 : New York Police Blues (série télévisée) : Officier Abby Sullivan (10 épisodes)
- 1997 – 1998 : La Vie à cinq (série télévisée) : Annie Mott (18 épisodes)
- 2000 : Affaires non classées (Silent Witness) (téléfilm)
- 2000 : Danger : virus mortel ! (téléfilm) : Jenny Blanchard
- 2000 : Le Fugitif (série télévisée) : Laura Chereaux (1 épisode)
- 2001 : New York, unité spéciale (série télévisée) : Pam Adler (saison 3, épisode 10)
- 2001 - 2003 : Espions d'État (série télévisée) : Terri Lowell
- 2006 : Women in Law (série télévisée) : Carolyn Fordham (pilote)
- 2006 : Rescue Me : Les Héros du 11 septembre (série télévisée) : Nell Turbody (4 épisodes)
- 2007 - 2008 : Big Shots (série télévisée) : Lisbeth Hill (11 épisodes)
- 2009 : L'Honneur d'un Marine (téléfilm) : Stacey Strobl
- 2009 : Life on Mars (série télévisée) : Colleen McManus  (1 épisode)
- 2009 : Damages (série télévisée) : Christine Purcell (6 épisodes)
- 2010 : Le Trésor secret de la montagne (téléfilm) : Dana James
- 2010 : The Good Wife (série télévisée) : Caroline Wilder (saison 1, épisode 21)
- 2011 : Blue Bloods (série télévisée) : Inspecteur Ryan (1 épisode)
- 2011 : New York, unité spéciale (série télévisée) : Kathleen Raines (saison 13, épisode 3)
- 2011 – 2016: Person of Interest (série télévisée) : Zoe Morgan (9 épisodes)
- 2014 - 2020 : Les 100 (série télévisée) : Dr Abigail Griffin (85 épisodes)
- 2014 : NCIS : Nouvelle-Orléans (série télévisée) : Linda Pride
- 2017 : Séparées à la naissance (téléfilm) : Elizabeth Marshall